# 뉴저지주의 기

뉴저지 주의 기

뉴저지의 기는 뉴저지주의 깃발이다. 노란 바탕에 뉴저지 주의 문장에 새겨져 있는 형태의 기이다.